# Malmö Aviation
Malmö Aviation var ett svenskt flygbolag med inriktning på affärsresor. Det bedrev såväl reguljärtrafik som charter. Den 29 februari 2016 bildade Braathens Regional ett gemensamt flygbolag tillsammans med Sverigeflyg och Malmö Aviation under namnet BRA (Braathens Regional Airlines).

## Historik
Företaget grundades år 1981. Man bedrev då verksamhet med taxi-, skol- och fraktflyg i Sverige. 1991 expanderade man med reguljärtrafik till Hamburg och London från Sverige. Senare tillkom reguljärtrafik från Stockholm till Göteborg och Malmö. Försök med linjer till Kristianstad och Luleå gjordes även från Stockholm, men dessa lades ner på grund av litet antal resande. 1998 köptes företaget av Braathens ASA och slogs då ihop med Braathens Sverige, samt Transwede. Braathens Malmö Aviation bildades. År 2001 köpte SAS upp Braathens ASA, Malmö Aviation exkluderades då och blev återigen ett självständigt företag. En ny linje öppnades Stockholm-Umeå.

## Destinationer
- Göteborg - Göteborg-Landvetter Airport
- Malmö - Malmö Airport
- Stockholm - Stockholm-Bromma flygplats
- Umeå - Umeå Airport
- Östersund - Åre Östersund Airport
- Charter vinter (på uppdrag av resebolag) - Turin, Salzburg, Innsbruck, Genève, Paris-Orly (för vidare resa till Guadeloupe)
- Charter sommar (på uppdrag av resebolag) - Ibiza, Menorca, Mallorca, Split, Preveza, Calvi, Burgas, Varna.

## Codeshare-destinationer
- Bryssel - Bryssel-Zaventems flygplats (körs av Brussels Airlines från Göteborg, Köpenhamn och Stockholm)
- Halmstad - Halmstads flygplats (körs av Sverigeflyg)
- Helsingfors - Helsingfors-Vandas flygplats (körs av Finnair)
- Kalmar - Kalmar Öland Airport (körs av Sverigeflyg)
- Ronneby - Ronneby Airport (körs av Sverigeflyg)
- Sundsvall - Sundsvall Timrå Airport (körs av Sverigeflyg)
- Trollhättan - Trollhättan-Vänersborgs flygplats (körs av Sverigeflyg)
- Visby - Visby Airport (körs av Sverigeflyg)
- Växjö - Växjö-Kronoberg flygplats (körs av Sverigeflyg)
- Ängelholm - Ängelholm-Helsingborg Airport (körs av Sverigeflyg)

## Flotta
| Flygplanstyp                 | Antal | Passagerare (Economy) | Destinationer    | Noteringar |
| ---------------------------- | ----- | --------------------- | ---------------- | --- |
| British Aerospace Avro RJ85  | 2     | 95                    | Inrikes, Charter | SE-DJO, SE-DJN |
| British Aerospace Avro RJ100 | 10    | 112                   | Inrikes, Charter | SE-DSO, SE-DSP, SE-DSR, SE-DSS, SE-DST, SE-DSU, SE-DSV, SE-DSX, SE-DSY, SE-RJI (leasad från Atlantic Airways från 2014-08 och ca 2 år framåt) |
| Saab 2000                    | 1     | 58                    | Inrikes          | SE-LSE (ägs av Braathens Regional) |
| Bombardier CSeries CS100     | 5     | 125                   | -                | Första leverans 2015 |
| Bombardier CSeries CS300     | 5     | 145                   | -                | Första leverans 2016 |

## Utmärkande målningar

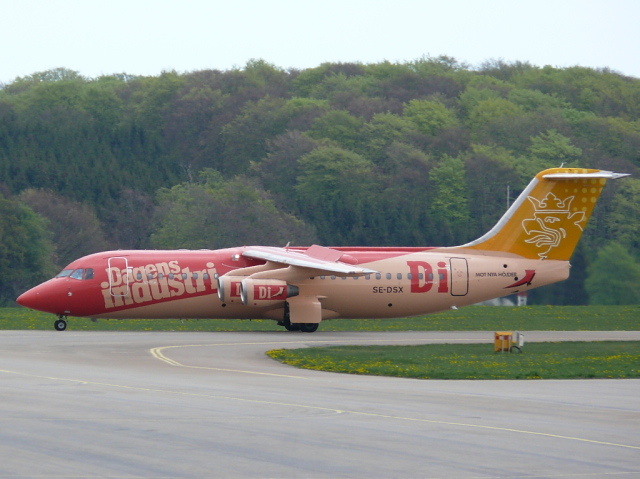
I f.d. Dagens Industri-målning.

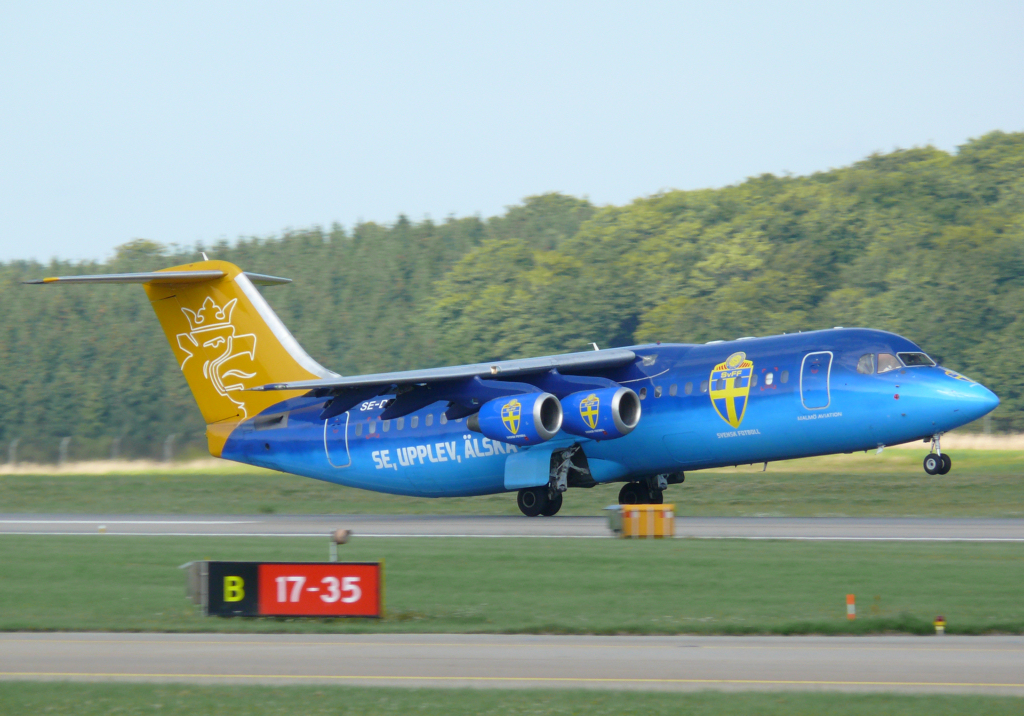
Svenska Fotbollförbundet-målning.

- SE-DSU är Svenska Fotbollförbundets officiella flygplan, och är målat i Svenska Fotbollsförbundets färger. Flygplanet bär texten "NATIONALSPORTEN"
- SE-DSX var precis som föregångaren, SE-DRC, målad i Dagens Industris färger. Sedan slutet på juli 2009 målad i standardfärger.